# Maria Mägdefrau
Maria Mägdefrau (auch Rosemarie Mägdefrau; * 10. Juni 1936 in Berlin-Weißensee) ist eine deutsche Schauspielerin und Regisseurin.

## Leben
Maria Mägdefrau erhielt ihre schauspielerische Ausbildung von 1954 bis 1959 an der Staatlichen Schauspielschule Berlin. Theaterwissenschaften studierte sie im Fernstudium.
Ihr erstes Engagement hatte sie von 1957 bis 1959 am Theater der Altmark in Stendal. 1959 wechselte sie zum Meininger Theater, an dem sie unter anderem das Klärchen in Egmont und die Hauptrolle in Jeanne oder Die Lerche sowie die Pauline Piperkarcka in Die Ratten gab. Am Theater Plauen war sie anschließend von 1964 bis 1985 verpflichtet und übernahm Rollen im Faust, Minna von Barnhelm oder Hamlet. Ihre erste Filmrolle hatte sie in … verdammt, ich bin erwachsen (1974) unter der Regie von Rolf Losansky.
1986 übersiedelte sie nach West-Berlin und arbeitet seither freischaffend. Im selben Jahr hatte sie die erste Rolle in einer Fernsehserie. Theaterrollen übernahm sie weiterhin, etwa an der Schaubühne am Lehniner Platz (Macbeth, 1989), am Theater Chemnitz (Der zerbrochne Krug, 1990), an den Städtischen Bühnen Münster (Der Wald, 1992) und am Hebbel-Theater (Der Sondeur, 1994).
Mit ihrer Schwester Anna gründete sie 1992 in der 1979 gegründeten Kunstschule Kumuli in Berlin-Wilmersdorf das „Mägdefrauentheater“, in dem sie Stücke für Kinder auf literarischer Basis inszeniert.

## Filmografie (Auswahl)
- 1974: … verdammt, ich bin erwachsen
- 1987: Ein Fall für zwei
- 1988: Die Wicherts von nebenan
- 1988: Liebling Kreuzberg
- 1992: Unser Lehrer Doktor Specht
- 2002: Die Novizin
- 2005: Bianca – Wege zum Glück (Hochzeitsfolge)
- 2006: Der Elefant – Mord verjährt nie (Fernsehserie, Folge Der lange Weg zurück)
- 2006: Sieh zu, dass du Land gewinnst
- 2008: Die Gustloff
- 2008: Ein starkes Team: Hungrige Seelen (Fernsehfilm)
- 2008: Mordgeständnis
- 2008: Und Jimmy ging zum Regenbogen
- 2009: Lila, Lila
- 2009: Woche für Woche
- 2010: SOKO Wismar
- 2010: Mord mit Aussicht
- 2010: Rosa Roth
- 2010: Tatort: Wie einst Lilly
- 2012: Schmidt & Schwarz
- 2012: Spreewaldkrimi – Eine tödliche Legende
- 2012: Notruf Hafenkante – Recht und Gerechtigkeit
- 2013: Danni Lowinski
- 2013: Polizeiruf 110: Wolfsland
- 2015: Der Pfarrer und das Mädchen
- 2016: Nur nicht aufregen!
- 2016: In aller Freundschaft – Die jungen Ärzte (Fernsehserie, Folge Die große Liebe)
- 2017:  Großstadtrevier (Staffel 30 Folge So viele Jahre)
- 2018: Der süße Brei
- 2019: Krauses Hoffnung
- 2020: MaPa (Fernsehserie, Folge Altes Ego)
- 2020: Notes of Berlin
- 2021: Tödliche Gier (Fernsehfilm)
- 2021: Dreiraumwohnung (Fernsehfilm)
- 2021: Rote Rosen (Fernsehserie)
- 2024: Tatort: Zerrissen